# تیموتی سیمونز
تیموتی سیمونز (به انگلیسی: Timothy Simons) (زاده ۱۲ ژوئن ۱۹۷۸) بازیگر، کمدین آمریکایی است.
از فیلم‌های معروف او می‌توان به بازی در هیچ‌کس این را نمی‌خواهد، مصاحبه، حفاری برای آتش، گروه رفقا، خیابان کندی کین و در جستجوی آلاسکا اشاره کرد.